# Ivan Hribovšek
Ivan Hribovšek (Radovljica, 19 giugno 1923 – 1945) è stato un poeta e filologo sloveno.

## Biografia
Nacque in un’ordinata famiglia di amministratori di campagna a Radovljica, nella Slovenia settentrionale. Trascorse l’infanzia e l’adolescenza in una fattoria con le sorelle ed il fratello nel suggestivo paesaggio montano dell'Alta Carniola in vista delle Alpi Giulie e delle Caravanke. Dopo la frequenza delle scuole elementari a Radovljica, nel 1934 si iscrisse al ginnasio classico nel collegio vescovile di Šentvid. Rimasto orfano del padre all’età di tredici anni (1936), nonostante le difficili condizioni familiari continuò gli studi. Negli anni del ginnasio collaborò a due riviste studentesche manoscritte “Jutranja zarja” (Alba mattutina) e “Domače vaje” (Esercizi per casa). A testimonianza dei suoi precoci interessi letterari, come membro dell’associazione collegiale “Palestra” tenne delle conferenze su Ivan Cankar, Simon Jenko e sull’espressionismo sloveno. Dopo la sesta classe ginnasiale passò al ginnasio-liceo classico di Lubiana e si unì al circolo di Edvard Kocbek, sulla cui rivista “Dejanje” (L’azione) pubblicò due poesie nel 1940.
Nel 1941, durante l’occupazione tedesca della Gorenjska rientrò a Radovljica e si unì al gruppo cristiano-sociale che confluì nel Fronte di Liberazione del Popolo Sloveno. Nel frattempo, nonostante i disagi e le apprensioni, continuò lo studio e l’approfondimento della poesia classica antica, come testimonia la sua traduzione dell’Antigone di Sofocle (1941). A prova del suo impegno politico e patriottico nel 1942 lo troviamo tra i redattori del giornale cristiano-sociale clandestino “Vogelni kamen” (La croda del Vogel), di cui uscirono però solo due numeri. Continuò quindi la scuola a Villach, dove nel 1943 conseguì la maturità classica e nello stesso anno si trasferì a Vienna per studiare filologia classica presso la locale università. Qui si dedicò alla poesia ed alla traduzione dei classici, soprattutto della poesia di Catullo. Collaborò col giornale patriottico illegale “Dunajske domače vaje”, sotto la guida di Janez Remic, con altri letterati sloveni che allora frequentavano l’università di Vienna. In seguito alla chiamata alle armi dei redattori la rivista cessò le pubblicazioni, mentre i tempi si facevano sempre più critici per i renitenti alla leva. È questo il periodo in cui egli si dedicò intensivamente alla stesura di una raccolta di liriche manoscritta sotto pseudonimo. Chiuso, riservato e talora depresso, il poeta riuscì momentaneamente ad evitare l’arruolamento nascondendosi fra Radovljica e Vienna, finché nel dicembre 1944 fu costretto a scegliere fra i tedeschi, i partigiani comunisti o i Domobranci, e lui scelse questi ultimi. Nel 1945 fu assegnato alla guarnigione di Brezje e successivamente a Kamna Gorica. Alla fine della guerra il suo reparto si ritirò da Kamna Gorica oltre il valico di Ljubelj a Vetrinjsko Polje (nei pressi di Klagenfurt), dove fu promosso ufficiale. Ma qui gli inglesi disarmarono i domobranci e li consegnarono ai comunisti jugoslavi, che li ricondussero in Slovenia. Internato con altri prigionieri in Dolenjska, nel lager di Teharje si persero le sue tracce. Probabilmente finì trucidato nelle stragi post-belliche a Teharje o nei dintorni di Kočevje. Tuttavia nell’ambiente dei domobranci circolò la voce incontrollata di una sua fuga in Carinzia. Ritornato quindi in Jugoslavia per salvare i suoi commilitoni, sarebbe caduto in uno scontro col nemico.

## Opera
Il periodo della sua creatività è stato breve, per cui il materiale a disposizione è scarso. Inoltre l’autore stesso distrusse i suoi appunti e le minute propedeutiche ai suoi componimenti poetici. Materiale chiave per l’approfondimento della sua vita e della sua opera sono l’epistolario e le poesie manoscritte, affidate all’amica Anica Resman. In vita pubblicò solamente tre liriche, e precisamente nel 1939 nella rivista studentesca “Domače vaje” (Esercizi per casa) la poesia “Kanal” (Il canale), più tardi intitolata “Rast” (La crescita), nel 1940 nel periodico “Dejanje” (L’azione) due poesie “Ura” (L’orologio) e, appunto, “Rast” (La crescita).
Nel 1944, prima di arruolarsi, riordinò le sue composizioni in una raccolta manoscritta dal titolo “Pesmi Marjana Gotiše. Maja 1944” (Poesie di Marjan Gotiša. Maggio 1944). Diede il manoscritto in custodia ad Anica Rosman, nella speranza di preservarlo dalla distruzione o dal sequestro. Nel 1965 Anica inviò il manoscritto alla sorella dell’autore e Tine Debeljak lo pubblicò in Argentina col titolo “Pesem naj zapojem”. Così il libro, divenuto ormai parte della letteratura dell’emigrazione, finì nell’indice politico dei libri proibiti e quindi difficilmente accessibile. Alla fine degli Anni Sessanta Jože Javoršek, che prima della guerra curava la pubblicazione di poesie in “Dejanje”, chiese ai parenti il permesso di stampare l’opera. Ma costoro per paura “che Ivan non apparisse tale qual era” e perché “nella Slovenia ancora non c’erano le condizioni per stampare le sue opere”, rifiutarono. Tuttavia nel 1970 due sue liriche (“Večernica” e “Himna večeru”) furono stampate nell’ampia antologia “Živi Orfej” (curata da J. Kastelic, D. Šega e C. Vipotnik). Nell’ultimo decennio del secolo scorso l’atteggiamento della critica ufficiale nei confronti dei poeti censurati cambiò nettamente. Nel 1990 in Slovenia fu pubblicata una sua raccolta dal titolo “Pesmi” (Poesie) e nel 1994 l'Accademia slovena delle scienze e delle arti (Slovenska Akademija Znanosti in Umetnosti, SAZU) organizzò un simposio sull’opera di France Balantič e di Hribovšek. Dal 2010 la sua produzione lirica è presente nell’importante collana “Zbrana dela slovenskih pesnikov in pisateljev” (Opera omnia dei poeti e dei narratori sloveni) pubblicata dalla SAZU.
La sua poesia si muove sulla scia della tradizione lirica nazionale (in particolare di Jenko, Dragotin Kette ed Edvard Kocbek), ma risente anche di influssi tedeschi derivanti dallo studio di Hölderlin e di Rilke. Il suo stile è inoltre influenzato anche dalla lirica del mondo classico antico, di cui fu sempre un appassionato studioso. La sua produzione raccoglie 42 liriche e 2 traduzioni. Nella prima parte sono raccolte poesie sull’aspetto della dimensione religiosa della natura, nella seconda poesie amorose, nella terza poesie dalla tematica esistenziale (sulle ristrettezze della vita, legate alla guerra e a domande sul significato dell’esistenza e della morte). Attraverso la lente della propria poetica Hribovšek osserva il proprio tempo e al suo interno comprende il proprio destino, sperimentando strofe di versi in rima e cimentandosi anche nel verso libero. Il suo lascito è conservato nella Biblioteca nazionale e universitaria della Slovenia, nell’archivio vescovile di Lubiana e in alcuni altri archivi privati.